# Unterschöllenbach
Unterschöllenbach ist ein Gemeindeteil des Marktes Eckental im Landkreis Erlangen-Höchstadt (Mittelfranken, Bayern). Die Gemarkung Unterschöllenbach hat eine Fläche von 1,297 km². Sie ist in 394 Flurstücke aufgeteilt, die eine durchschnittliche Flurstücksfläche von 3290,80 m² haben.

## Geografie
Das Dorf befindet sich im Bereich der nördlichen Albrandregion etwa drei Kilometer westnordwestlich des Ortszentrums von Eckental und liegt auf einer Höhe von 315 m ü. NHN. Die Anbindung an das öffentliche Straßennetz wird hauptsächlich durch die Kreisstraße ERH 8 hergestellt, die aus dem Nordnordwesten von der Kreisstraße ERH 33 her kommend durch den Ort führt und südwärts in Richtung Oberschöllenbach weiter verläuft. Eine Gemeindeverbindungsstraße führt südwestwärts zum Kalchreuther Gemeindeteil Röckenhof.

## Geschichte
Unterschöllenbach entstand als zum Reichsamt Heroldsberg gehörender Reichsbesitz, dies fand in der Zeitphase des Entstehens der Burggrafschaft Nürnberg statt.
Durch die Verwaltungsreformen zu Beginn des 19. Jahrhunderts im Königreich Bayern wurde Unterschöllenbach mit dem Zweiten Gemeindeedikt eine Ruralgemeinde. Im Zuge der Gebietsreform in Bayern wurde Unterschöllenbach am 1. Juli 1972 ein Bestandteil der neu gebildeten Gemeinde Eckental. Im Jahr 2019 hatte Unterschöllenbach 137 Einwohner.

## Baudenkmäler

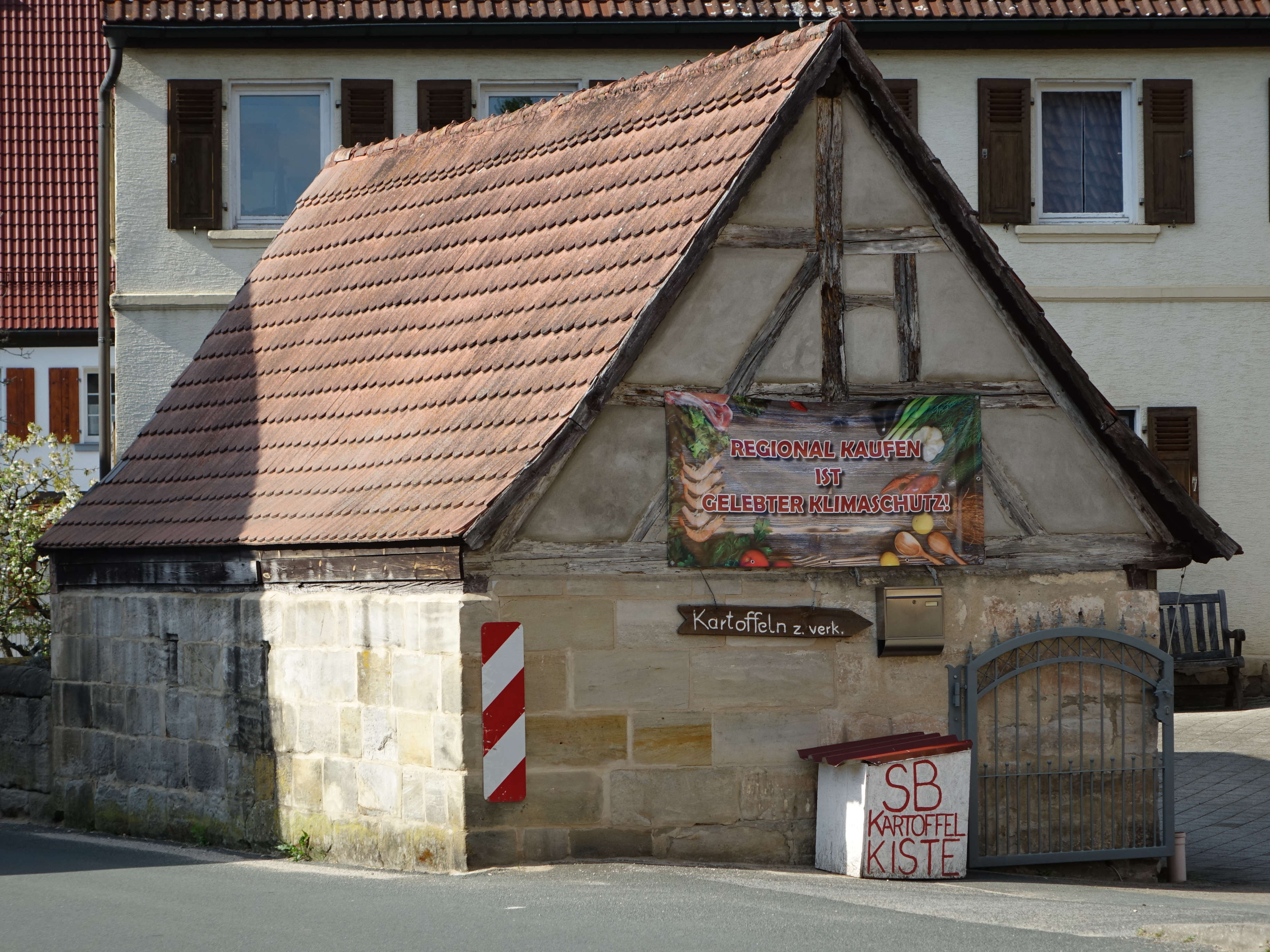
Ein Backhaus in Unterschöllenbach, das mittlerweile abgebrochen wurde

In Unterschöllenbach befinden sich drei Baudenkmäler, darunter eine aus dem 18. Jahrhundert stammende Scheune in Fachwerkbauweise mit Satteldach, sowie ein ehemaliges Wohnstallhaus. Außerdem gab es ein Backhaus, das allerdings mittlerweile abgebrochen wurde.